# بنجامين لافاييت جيفرسون
بنجامين لافاييت جيفرسون (بالإنجليزية: Benjamin Lafayette Jefferson)‏ هو طبيب أسنان ودبلوماسي وسياسي أمريكي، ولد في 26 أكتوبر 1871، وتوفي في 1950. حزبياً، نشط في الحزب الديمقراطي. وقد انتخب عضو مجلس نواب كولورادو.